# روزهای مهتابی
روزهای مهتابی یک مجموعه تلویزیونی محصول سال ۱۳۷۹ به کارگردانی غلامعباس ق قنبری و سپهر محمدی و تهیه‌کنندگی غلامعباس ق قنبری می‌باشد که از شبکه پنج پخش شد.

## بازیگران
- سیامک اشعریون
- فرشید نوابی
- مجید صالحی
- اسماعیل محرابی
- محمد فیلی
- اکبر رحمتی
- سهیلا عزیزی
- آناهیتا همتی
- سودابه میرکریمی
- شهین علیزاده